# Ronde van Spanje 2010/Eerste etappe
De eerste etappe van de Ronde van Spanje 2010 werd verreden op 28 augustus. De ploegentijdrit werd 's avonds over een afstand van 13 km verreden in Sevilla. Team HTC-Columbia was de snelste en bracht de eerste leider in de nieuwe rode trui: Mark Cavendish.

## Uitslagen
| Plaats  | Naam                    | Tijd    |
| ------- | ----------------------- | ------- |
| Winnaar | Team HTC-Columbia       | 14'06"  |
| 2       | Liquigas                | + 0'10" |
| 3       | Team Saxo Bank          | + 0'12" |
| 4       | Cervélo                 | + 0'13" |
| 5       | Lampre-Farnese Vini     | + 0'14" |
| 6       | Omega Pharma-Lotto      | + 0'17" |
| 7       | Team Garmin-Transitions | z.t.    |
| 8       | Team Milram             | + 0'18" |
| 9       | Katjoesja               | + 0'20" |
| 10      | Quick-Step              | + 0'23" |
|         |                         |         |
| 18      | Rabobank                | + 0'38" |

| Plaats    | Naam                | Ploeg             | Tijd    |
| --------- | ------------------- | ----------------- | ------- |
| Rode trui | Mark Cavendish      | Team HTC-Columbia | 14'06"  |
| 2         | Peter Velits        | Team HTC-Columbia | z.t.    |
| 3         | Martin Velits       | Team HTC-Columbia | z.t.    |
| 4         | Lars Ytting Bak     | Team HTC-Columbia | z.t.    |
| 5         | Hayden Roulston     | Team HTC-Columbia | z.t.    |
| 6         | Kanstantsin Siwtsow | Team HTC-Columbia | z.t.    |
| 7         | Tejay van Garderen  | Team HTC-Columbia | z.t.    |
| 8         | Matthew Goss        | Team HTC-Columbia | z.t.    |
| 9         | Daniele Bennati     | Liquigas          | + 0'10" |
| 10        | Frederik Willems    | Liquigas          | z.t.    |
|           |                     |                   |         |
| 53        | Niki Terpstra       | Team Milram       | + 0'18" |

## Nevenklassementen
| niet uitgereikt | niet uitgereikt |

| Plaats     | Naam             | Ploeg             | Punten |
| ---------- | ---------------- | ----------------- | ------ |
| Witte trui | Mark Cavendish   | Team HTC-Columbia | 1      |
| 2          | Peter Velits     | Team HTC-Columbia | 2      |
| 3          | Martin Velits    | Team HTC-Columbia | 3      |
|            |                  |                   |        |
| 10         | Frederik Willems | Liquigas          | 10     |

| Plaats | Ploeg             | Tijd    |
| ------ | ----------------- | ------- |
|        | Team HTC-Columbia | 14'06"  |
| 2      | Liquigas          | + 0'10" |
| 3      | Team Saxo Bank    | + 0'12" |

1e etappe ·
2e etappe ·
3e etappe ·
4e etappe ·
5e etappe ·
6e etappe ·
7e etappe ·
8e etappe ·
9e etappe ·
10e etappe ·
11e etappe ·
12e etappe ·
13e etappe ·
14e etappe ·
15e etappe ·
16e etappe ·
17e etappe ·
18e etappe ·
19e etappe ·
20e etappe ·
21e etappe
Startlijst · Eindstanden · Afbeeldingen